# GNSS augmentation
Con Augmentation di un sistema di navigazione satellitare (GNSS) si intendono metodi che permettono un miglioramento delle caratteristiche del sistema quali accuratezza, continuità, integrità e disponibilità attraverso l'integrazione di informazioni esterne all'interno del processo di calcolo. Ci sono molti sistemi attualmente in uso (e ulteriori in sviluppo).

## Aircraft-based augmentation system - ABAS
Nei primi anni '90 molti operatori aeronautici adottarono immediatamente il GNSS grazie alla disponibilità e relativamente economicità dei ricevitori GPS. Questi ricevitori erano un aiuto alla navigazione aerea. Si osservò subito i benefici di avere la capacità di una navigazione d'area globale (RNAV) e richiesero pertanto sistemi d'avionica adeguati utilizzabili per la navigazione IFR.
Poiché la costellazione GPS non era stata sviluppata per soddisfare principalmente la navigazione aerea, i sistemi d'avionica GNSS per effettuare tali operazioni dovevano necessariamente incrementare il segnale GNSS per assicurare, tra le altre cose, l'integrità. ABAS incrementa e/o integra l'informazione GNSS con informazioni disponibili a bordo dell'aeromobile per aumentare le prestazioni della costellazione di satelliti principale.
La tecnica ABAS più comune è chiamata Receiver Autonomous Integrity Monitoring (RAIM). Il RAIM richiede misure ridondanti di allineamenti satellitari per identificare perdite di segnale e di allertare i piloti. La richiesta di segnali ridondanti significa che la guida alla navigazione con integrità fornita dal RAIM potrebbe essere indisponibile per il 100% del tempo. La disponibilità del RAIM dipende dal tipo di operazioni; questo è più basso per gli avvicinamenti non di precisione che per la fase terminale del volo e più basso per la fase terminale del volo che del volo in rotta. È per questa ragione che le omologazioni GPS/RAIM solitamente hanno restrizioni operative.
Molti stati hanno tratto vantaggio dal GPS/ABAS per incrementare il servizio senza incorrere in spese sulle infrastrutture. Alcuni stati hanno autorizzato l'uso del GPS come unico servizio per la navigazione in zone oceaniche e remote. In questo caso l'avionica non solo dovrebbe avere la capacità di identificare un satellite malfunzionante (attraverso il RAIM), ma dovrebbe escluderlo e continuare a fornire una guida. Questa caratteristica è chiamata Fault Detection and Exclusion (FDE). Sotto tale omologazione, l'aeromobile è equipaggiato con doppi sistemi e gli operatori svolgono previsioni pre-volo per assicurare che ci saranno sufficienti satelliti visibili per supportare il volo pianificato. Questo permette agli operatori di avere alternative economicamente vantaggiose ai sistemi di navigazione inerziale negli spazi aerei oceanici e remoti.
Gli algoritmi RAIM richiedono un minimo di 5 satelliti visibili sia per identificare un malfunzionamento che la presenza di un errore di posizione inaccettabilmente grande per una specifica modalità di volo. FDE utilizza un minimo di 6 satelliti non solo per identificarne uno non funzionante, ma anche per escluderlo dalla navigazione così che la navigazione possa procedere senza interruzioni.

## Satellite-based augmentation system - SBAS
Questi sistemi supportano vaste regioni anche su scala continentale, attraverso l'utilizzo di satelliti geo-stazionari, equipaggiati con apparati in grado di trasmettere segnali simili a quelli emessi da un satellite GNSS, che diffondono l'informazione incrementata. Uno SBAS accresce la costellazione primaria di GNSS fornendo l'allineamento dei satelliti geo-stazionari, l'integrità del segnale e l'informazione di correzione. Sebbene lo scopo principale dello SBAS sia quello di assicurare l'integrità del segnale, questo in effetti ne aumenta anche l'accuratezza con errori di posizione inferiori al metro.
Le infrastrutture a terra includono stazioni che raccolgono i dati dai satelliti primari GNSS e da un Centro di processamento che elabora i dati di integrità, correzione e allineamento dei satelliti geo-stazionari, generando un cosiddetto Signal-in-space (SIS). I satelliti geo-stazionari coinvolti rilanciano il SIS agli utenti SBAS, i quali determinano la loro posizione e le informazioni temporali. Pertanto, gli utenti utilizzano posizioni e misurazioni di entrambe le costellazioni (GNSS e geo-stazionaria) e applicano la correzione dati e l'integrità dello SBAS.
L'informazione incrementata fornita dallo SBAS copre le correzioni e l'integrità dei dati per errori di posizione dei satelliti, errori nella computazione del tempo ed errori indotti nella stima del ritardo del segnale mentre attraversa la Ionosfera. Per gli errori provocati dal ritardo stimato causato dall'attraversamento della Troposfera e dall'integrità dei dati, gli utenti invece utilizzano un modello matematico.

### Segnale SBAS
Ogni SBAS fornisce segnali di allineamento trasmesso dai satelliti geo-stazionari, correzioni differenziali su vasta scala e parametri aggiuntivi volti a garantire l'integrità del segnale per l'utente GNSS.
Le prestazioni dello SBAS sono definite in base al livello di servizio per il quale il sistema è progettato.
Per la navigazione aerea civile le prestazioni richieste cambiano per ogni area di operazioni, le quali sono solitamente raggruppate nelle seguenti fasi:
- Volo in rotta;
- Volo in rotta terminale;
- Avvicinamento iniziale, intermedio, avvicinamenti non di precisione e partenza;
- Avvicinamenti con guida verticale APV-I e APV-II;
- Avvicinamenti di precisione di Categoria I.

Le prestazioni sono solitamente raggruppate nei seguenti concetti:
- Accuratezza, esprime la differenza tra la reale posizione dell'aeromobile e la posizione fornita dall'equipaggiamento imbarcato per il 95% del tempo durante il quale viene effettuato il controllo (varia dalle 2 NM per il volo in rotta a 16 metri orizzontali e 4-6 metri verticali per gli Avvicinamenti di precisione di Categoria I);
- Integrità, indica quanto l'informazione fornita dal sistema giunga corretta all'utente;
- Continuità, indica la probabilità che le prestazioni specifiche del sistema saranno mantenute durante la fase delle operazioni, ipotizzando che il sistema sia disponibile dall'inizio della fase delle operazioni e per tutta la sua durata. Un'assenza di continuità significa che le operazioni debbano essere annullate;
- Disponibilità, è la probabilità che il servizio di navigazione sia disponibile a partire dall'inizio della fase delle operazioni. Uno SBAS è considerato disponibile quando i requisiti di accuratezza, integrità e continuità sono soddisfatti e viene calcolata in termini di probabilità per il quale il sistema è disponibile per uno specifico utente e per un dato periodo.

### Equipaggiamenti dell'utente
L'utente che intende usufruire del servizio SBAS ha la possibilità di reperire una vasta gamma di apparati disponibili sul mercato a secondo dell'utilizzo che ne intende fare.
Per l'utilizzo aeronautico l'equipaggiamento SBAS deve dimostrare di essere conforme ai seguenti standard:
- RTCA SBAS MOPS DO-229 - Equipaggiamento a bordo;
- RTCA SBAS MOPS 228 e 301 - Requisiti dell'antenna;
- RTCA TSO (C 190, C 145b, C 146b), per l'equipaggiamento SBAS e
- che sia compatibile con gli altri equipaggiamenti dell'avionica, in particolare con il Flight Management System.

Questi equipaggiamenti certificati raggiungono costi elevati. Esistono diversi produttori mondiali tra i quali Garmin, Honeywell, Rockwell Collins e General Avionics.
Alcuni fornitori di servizi SBAS, come EGNOS, includono la fornitura di informazioni calcolate dagli elementi terrestri del sistema attraverso la dispersione di mezzi diversi dalla rete di satelliti geo-stazionari. Questo costituisce il cosiddetto servizio commerciale. Questo settore di mercato comprende utenti professionali (applicazioni geodetiche, trasporto marittimo o terrestre) che non sono soggetti ai requisiti di integrità e latenza richiesti dall'utilizzo aeronautico.

### Sistemi attuali

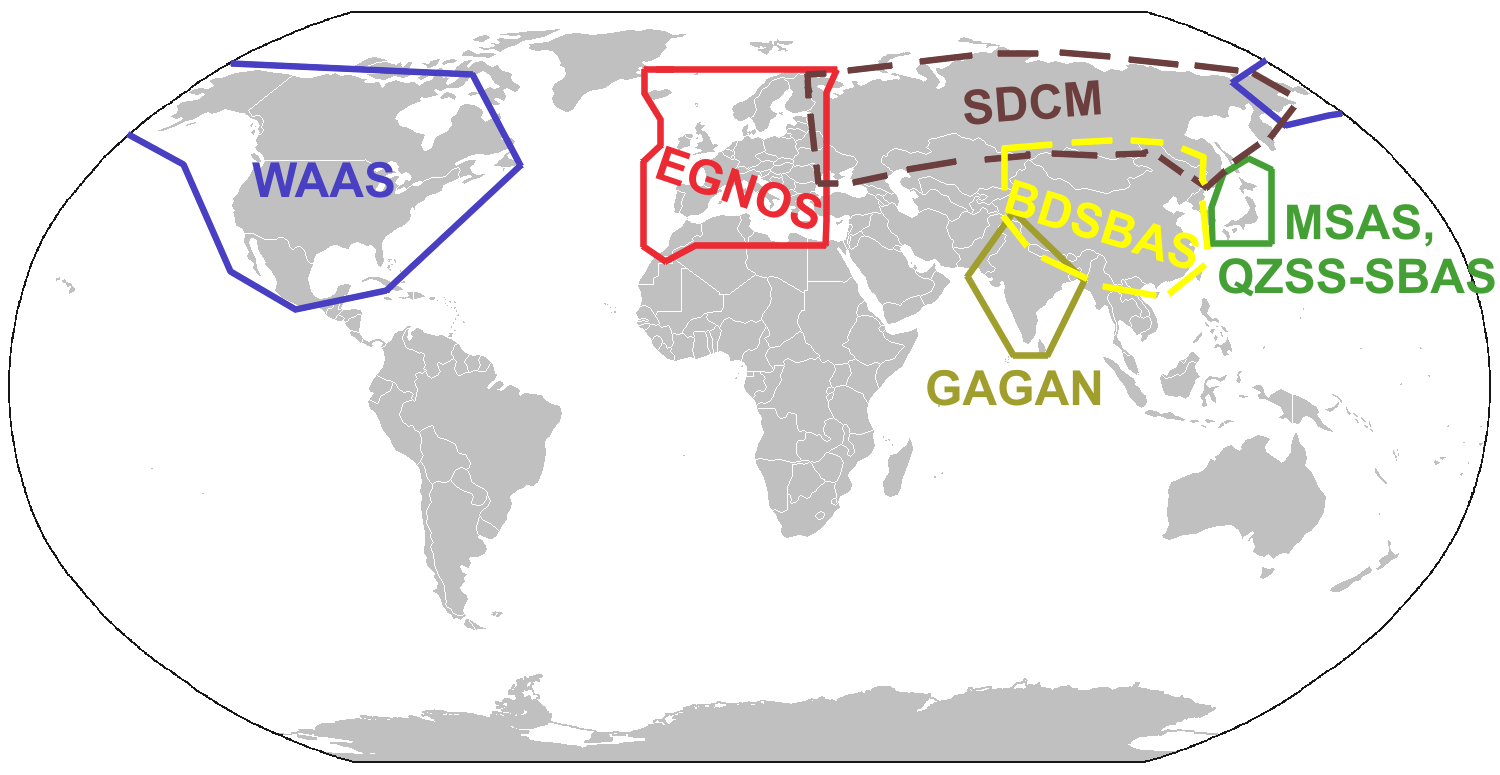
Service areas of satellite-based augmentation systems (SBAS).

- Wide Area Augmentation System (WAAS), controllato dalla Federal Aviation Administration (FAA) statunitense - operativo e certificato per l'Aviazione civile;
- Sistema European Geostationary Navigation Overlay Service (EGNOS), controllato dall' Agenzia Spaziale Europea - operativo e certificato per l'Aviazione civile;
- Il sistema Multi-functional Satellite Augmentation System (MSAS), controllato dal Ministero delle Infrastrutture e Trasporti del Giappone - operativo e certificato per l'Aviazione civile;
- Quasi-Zenith Satellite System (QZSS), in fase di sviluppo in Giappone;
- GAGAN, controllato dall'India - operativo e certificato per l'Aviazione civile;
- GLONASS System for Differential Correction and Monitoring (SDCM), proposto dalla Russia;
- BeiDou SBAS (BDSBAS), proposto dalla Cina;
- A-SBAS, proposto dalle Autorità africane;
- Korea Augmentation Satellite System (KASS), proposto dalla Corea del Sud;
- Southern Positioning Augmentation Network (SPAN), proposto dall'Australia e la Nuova Zelanda;
- Wide Area GPS Enhancement (WAGE), controllato da United States Department of Defense per l'utilizzo da parte dei ricevitori autorizzati ad uso militare;
- Il sistema commerciale StarFire navigation system, controllato da John Deere;
- I sistemi commerciali Starfix DGPS System e OmniSTAR, controllati da Fugro.

Tutti questi sistemi sono conformi ad uno standard globale comune e sono quindi compatibili, cioè non interferiscono tra loro e interoperabili, ovvero un utente con un ricevitore standard può beneficiare dello stesso livello di servizio e prestazioni, indipendentemente dall'area di copertura in cui si trova.

## Ground-based augmentation system e Ground-based regional augmentation system - GBAS e GRAS
Con il termine ground-based augmentation system (GBAS) si intendono sistemi che forniscono correzioni e monitoraggio dell'integrità dei dati GNSS utilizzando come dati d'ingresso tre o più segnali satellitari GNSS ricevuti da almeno tre delle quattro antenne delle quali sono forniti. Il messaggio di correzione differenziale calcolato da questi dati viene quindi trasmesso continuamente in modo omnidirezionale (due volte al secondo) da un trasmettitore di terra utilizzando una trasmissione in frequenza VHF che è efficace entro un raggio di circa 23 nm dalla stazione ospitante. Il GBAS viene utilizzato principalmente nell'Aviazione civile per facilitare avvicinamenti di precisione basati su GNSS, che sono più flessibili nella progettazione di quanto sia possibile con ILS. Sebbene l'obiettivo principale di GBAS sia fornire l'integrità del segnale, questo è in grado anche di aumentarne la precisione, con errori di posizione dimostrati inferiori a un metro sia sul piano orizzontale che su quello verticale. Una stazione di terra GBAS in un aeroporto supporta l'avvicinamento e l'atterraggio dell'aeromobile lungo tutta la pista, nonché le partenze da più piste e il movimento sui piazzali e le vie di rullaggio per tutti gli aeromobili dotati di GBAS.
L'applicazione del GBAS negli avvicinamenti di precisione è denominata GBAS Landing System o GLS. Attualmente gli approcci GLS di Categoria I che utilizzano il GPS come sorgente GNSS hanno l'approvazione normativa ed è prevista un'approvazione simile per gli approcci GLS di Categoria II e III. La FAA inizialmente si riferiva a GBAS come LAAS- Local Area Augmentation System.
I sistemi ground-based regional augmentation system (GRAS) invece supportano aree più grandi, a livello regionale e trasmettono generalmente in banda VHF.